# Jaświłki
Jaświłki [jaɕˈfiu̯ki] est un village polonais de la gmina de Jaświły dans le powiat de Mońki et dans la voïvodie de Podlachie. Il se situe à environ 4 kilomètres au nord de Jaświły, à 15 kilomètres au nord-est de Mońki et à 45 kilomètres au nord de Bialystok. 